# Capelas
Capelas é uma vila portuguesa sede da Freguesia de Capelas do Município de Ponta Delgada, na Região Autónoma dos Açores, freguesia com 16,84 km² de área e 3981 habitantes (censo de 2021), tendo, por isso, uma densidade populacional de 236,4 hab./km².
Localiza-se a uma latitude 37.833 (37°50') Norte e a uma longitude 25.6833 (25°41') Oeste, estando a uma altitude de 60 metros. A atividade principal é a agricultura e a produção de chá. 
A povoação de Capelas foi elevada à categoria de vila em 2003.

## História
A Igreja de Nossa Senhora da Apresentação foi instituída como paróquia em 12 de Fevereiro de 1592, por carta régia de Filipe II (I de Portugal), a pedido do então bispo de Angra, D. Manuel de Gouveia. A igreja matriz (século XVI) ostentava o título de 'Matriz-Prioral'.
Foi elevada a vila e sede de concelho por Carta de Lei de 23 de julho de 1839. O município era constituído pelas freguesias de Bretanha, Capelas, Fenais da Luz, Santo António e São Vicente Ferreira. Tinha, em 1849, 9 026 habitantes.
Contudo o concelho foi efémero, nunca tendo assumido na plenitude as respectivas funções. Foi extinto em 1855, retornando o seu território ao concelho de Ponta Delgada. Nunca perdendo o título de Vila mas caindo em esquecimento este foi reforçada a categoria de vila a 24 de Junho de 2003 pelo Decreto Legislativo Regional n.º 29/2003/A, de 24 de Junho, da Assembleia Legislativa. As populações de Capelas e freguesias vizinhas reivindicam a restauração do concelho.
A vila das Capelas foi um importante centro da caça ao cachalote, funcionando no seu pequeno porto, na primeira metade do século XX, uma armação baleeira. Nas imediações do porto (Poços) foi instalada uma fábrica de óleo e farinha de cachalote, quando esta atividade terminou, ficou em ruínas e mais tarde foi demolida, ficando só a chaminé principal.

## Demografia
A população registada nos censos foi:
| Distribuição da População por Grupos Etários | Distribuição da População por Grupos Etários | Distribuição da População por Grupos Etários | Distribuição da População por Grupos Etários | Distribuição da População por Grupos Etários |
| -------------------------------------------- | -------------------------------------------- | -------------------------------------------- | -------------------------------------------- | -------------------------------------------- |
| Ano                                          | 0-14 Anos                                    | 15-24 Anos                                   | 25-64 Anos                                   | > 65 Anos                                    |
| 2001                                         | 915                                          | 747                                          | 1731                                         | 366                                          |
| 2011                                         | 778                                          | 665                                          | 2287                                         | 350                                          |
| 2021                                         | 613                                          | 493                                          | 2364                                         | 511                                          |

## Cultura
- Oficina Museu das Capelas - criada em 1996, é uma oficina de artesanato para o fabrico de flores artificiais em escama de peixe, casca de cebola, alho e miolo de figueira.[6]

## Freguesias adjacentes
- Santo António, oeste
- Feteiras, sudoeste
- Relva, sudoeste
- Arrifes, sul
- Covoada, sul
- São Vicente Ferreira, este